# Podoplea
Podoplea è un superordine di crostacei copepodi.

## Ordini
- Cyclopoida (Burmeister, 1834)
- Gelyelloida (Huys, 1988)
- Harpacticoida (G. O. Sars, 1903)
- Misophrioida (Gurney, 1933)
- Monstrilloida (Sars, 1901)
- Mormonilloida (Boxshall, 1979)
- Poecilostomatoida (Thorell, 1859)
- Siphonostomatoida (Thorell, 1859)